# Elsa van Hagendoren
Elsa van Hagendoren of Else Oosterlinck-van Hagendoren (Gembloers, 4 december 1904 – 1998) was een Belgische illustratrice en schrijfster. Ze illustreerde kinderboeken, tijdschriften, posters, covers, schoolboeken en romans. Met onderwerpen gaande van ontdekkingsreizen in Afrika (Penge, de Pygmee) tot natuurverhalen zoals haar zelfgeschreven reeks (de heide, het bos, de weide).
Ze gebruikte verschillende technieken in haar illustraties zoals pen en inkt en lithografieën.

## Biografie
In de periode van 1919 tot 1921 verbleef Van Hagendoren met haar ouders in Colombia en begon ze aan haar eerste opleiding tekenen in de academie van Bogota. Later voltooide ze haar studies aan de Academie voor Schone Kunsten en het Hoger Instituut voor Sierkunsten in Antwerpen waar ze o.a. de invloed van haar leraar Gustave van de Woestyne onderging.
Na haar studies kwam ze in contact met enkele uitgevers, waaronder de Nederlandse boekhandel, het Getij, in Mortsel, geleid door de Nederlandse letterkundige Herman Oosterwijk met wie ze later trouwde en de uitgeverij de Sikkel in Antwerpen. Deze stelden haar in de gelegenheid om haar talent als illustratrice van talrijke boeken te ontplooien. Naast het werken in opdracht van andere auteurs bracht ze zelf ook haar eigen verhalen uit. Ze schreef onder meer twee jeugdboeken, waaronder één autobiografisch over haar verblijf in Zuid-Amerika; Twee jaar in de Andes en Jeugdherinneringen uit Zuid-Amerika en een expeditie avontuur in Afrika naar prehistorische dieren, Kraterland.
Ze was lid van de vereniging van Vlaamse Letterkundigen.
In 1940 was ze deel van de tentoonstelling Aspekten der hedendaagsche tekenkunst en grafiek.

## Prijzen
In 1953 werden De beek en De weide uitgeroepen als 'beste kinderboeken' door de provincie Antwerpen.
In 1971 werd Kraterland bekroond met de prijs ‘verdienstelijk jeugdboek’ door de bestendige deputatie Antwerpen.

## Geïllustreerde werken[1]
- De aap en het parelhoen, Van Hagendoren Elsa, 1933
- Ali Baba en de veertig rovers, gevolgd door : Het tooverpaard, Bienfait Claudine
- Het arendsnest: een verhaal uit het Italiaanse bergland, Léonard Karel, 1930
- Les aventures de Daniël Mitemps: homme-orchestre, Coene Albert, 1931
- De avonturen van Suske Van Schil op de Glazen Toverberg, Bouter K., 1949
- Een avontuur in sneeuw en ijs, Van Nerum Luk, 1958
- Bart in de heide-djungel, Vermeulen Lo, 1950
- De beek, Van Hagendoren Elsa, 1953
- Berni op school, Scharrelmann H., 1937
- Bij de krabbekoker, Timmermans Felix, 1934
- Binnen buiten, Van Hoor Fons; Peeters Jan, 1944-1947
- Blank en zwart op avontuur, Gatti Attilio, 1948
- De blinde prinses, Mennenkens Jef, 1929
- Bloemenland, Carême Maurice, 1938
- Bloemensneeuw en andere verhalen, Mennekens Jef, 1939
- Blond meisje ontdekt Afrika, Casteels Hilda, 1951
- Het bos, Van Hagendoren Elsa, 1950
- Le chat botté, Coene Albert
- Diep in het woud, Van Hagendoren Elsa, 1956
- De drie veeren van vogel Veen en andere vertelsels, De Meyere Victor, 1927
- Eldorado, De Wit Omer, 1965
- Faasje en Liesje, Van Hagendoren, Van Hagendoren Elsa, 1957
- Flikketer en het geluk, Mennekens Jef, 1929
- Fluitend door de wereld, Langenus John, 1942
- Le français à l'école professionnelle, Peters M., 1969
- Fred op reis met de trekvogels, Fredrix Emiel, 1932
- Het geheim van de rode eiken: een avontuur van Hans, Hilde en Henk, Renders Maurice, 1965
- De gelaarsde kat, Bouter K.,A929
- Het geschenk van kabouter Pinnemuts, De Ridder Eugeen, 1927
- Het grote avontuur, Roelants Leo, 1964
- Gudrun: een oude sage, Vennekens Yvonne, 1935
- Halewyn, Van de Velde Anton, 1929
- Hazehartje, De Wit Omer, 1964
- De Heide, Van Hagendoren Elsa, 1958
- Helche van Ameland, Goossens Armand, 1930
- Hinkepink, De Ridder Eugeen, 1927
- Hoe Duimke koning werd, P. Hilda, 1929
- Hoe Freddy toch een titel kreeg, Van Valkenburg-Plantenga Beppy, 1929
- Holderbolder: een nieuwe reeks kinderverzen, Peeters Jan, 1952
- In veld en bosch, Ewald Carl, 1927
- Jacqui is mijn zusje..., Lombaerde, 1941
- Jan, Baekelmans Loden, 1934
- Jan Stavast, Kiroul Paul, 1929
- Joki, de tijgerkat van den beeldhouwer, Plantenga Beppy, 1932
- Kerstvertelsels, Streuvels Stijn, 1929
- Kijkjes in de dierenwereld, Roelants Leo, 1964
- De kinderen van mijnheer Fierezoon, P. Hilda
- Kindervreugd: een schat van liedjes en spelletjes, Vergauwen Maria, 1941
- Het kistje, Mennenkens Jef, 1929
- Klein Kongolees vertelselboek, Rottiers A.K., 1956
- Kleine Muck, Hauff Wilhelm, 1930
- Kleuterrijmpjes, Peeters Jan, 1951
- Klokjes van het sprookjeshof : oorspronkelijke sprookjes, Kiroul Paul, 1931
- Kobe Knorrepot, De Ridder Eugeen, 1927
- Kraterland, Van Hagendoren Elsa, 1970
- Het kruipend gebroed, Elsing Johan, 1954
- Ku Poli de wildernis in, Gatti Ellen, 1948
- Langs kunnen naar kennen, Schneider Willy, 1950-1963
- De Leeuw van Vlaanderen, Conscience Henrik; Daman N., 1939
- Levenszangen met engelenklanken, Wittemans Frans, 1932
- Lobbe en Sefa, Longertsaey Antoon, 1928
- Loes, Lies en Liesbeth, Casteels Hilda, 1955
- De lotgevallen van Koen en Balten, Kiroul Paul, 1954
- Manko Kapak, Vermeulen Lo; Jeuninckx Karel, 1960
- Marie Koenen vertelt aan de kinderen, Marie Koenen, 1933
- Maya, maya, Blauwers Frank, 1965
- Meiprinsesje, De Ridder Eugeen, 1927
- Het meisje uit de maan, Kiroul Paul, 1930
- De moeder, Mennekens Jef, 1929
- Molleken, Krolleken, Piepuit!, Kiroul Paul, 1931
- De muis in de klok: rijmen voor kinderen, Vercammen, Jan, 1959
- Ontdekking van Kongo, Cornette E.J., 1951
- Op hei en wei, Ewald Carl, 1927
- Parade in de tropen, Elsing J.M., 1948
- Penge, de pygmee, Vermeulen Lo, 1955
- Le petit chaperon rouge, Coene Albert
- Pietje, het schaapherdertje, Crab Jo, 1953
- Prins Ongewenscht, Kiroul Paul, 1929
- Prinses Boschdoktertje, De Ridder Eugeen, 1930
- Prinses Sunita : een verhaal uit Indië, Vennekens Yvonne, 1932
- Puutli, Van Hagendoren Elza, 1962
- De reus van dikke Bello, Kiroul Paul, 1930
- Rikske de wandelaar die zevenhonderd jaar oud werd, Bouter K.
- Het roode vosje, Van Hagendoren Elsa, 1933
- Roodkapje, Bouter K., 1945
- Rozeblommetje, Kiroul Paul, 1929
- Saranga: de pygmee, Gatti Attilio, 1942
- Het schoone konijn, Van Hagendoren Elsa, 1933
- Seevetje, Kiroul Paul, 1930
- De slokkerige beuk, De Ridder Eugeen, 1927
- Het sprookje van houthakker Nelis, P. Hilda
- Sprookjes, Mennenkens Jef, 1929
- Tembo-Tembo, de olifanten : roman uit de Afrikaanse djungel, Elsing J.M., 1949
- De tempel van Huanapec, Blauwers Frank, 1964
- Toch thuis geraakt, Wachters Louis
- De tocht naar het Paradijsmeer : een roman voor de rijpere jeugd, Elsing J.M., 1949
- Het tooverbeursje, Kiroul Paul, 1930
- Een tooverland: een nieuw sprookje, Baelen Hendrik, 1931
- De trouwe Johannes, Bouter K., 1927
- Twee jaar in de Andes: jeugdherinneringen uit Zuid-Amerika, Van Hagendoren Elza, 1943
- Uit de wildernis, Elsing J.M., 1954
- Van Bommetje en Kooltje Vuur, Kiroul Paul, 1928
- Van den gouden vogel die spreken kon en andere vertelsels, De Meyere Victor, 1927
- Van dieren en draken, Ilegems, 1960
- Van Stoffel, De Ridder Eugeen, 1927
- Vertellingen, Mennekens Jef, 1937
- Voor mijn kleine kinders: drie vertelsels, Van Hagendoren Elza
- De weide, Van Hagendoren Elsa 1953
- Wilde dieren, Elsing J.M., 1954
- De wonderbaarlijke luchtreizen van doctor Fast, Melis Prosper, 1937
- Het wonderenboek: zeven verhalen, Koenen Marie, 1936
- Wondertuin : vier vertellingen, Van Marcke Leen, 1936
- Zuurtje, De Ridder Eugeen, 1927